# Третья волна зомби
«Третья волна зомби» (англ. The Cured; дословно — Излеченный) — ирландский фильм ужасов режиссёра Дэвида Фрейна. Премьера фильма состоялась международном кинофестивале в Торонто 9 сентября 2017 года. В США фильм вышел 23 февраля 2018 года в России — 19 апреля 2018 года.

## Сюжет
После вспышки зомби в Ирландии, бывшие зомби, которые были излечены, подверглись жестокому обращению со стороны ирландской общественности.

## В ролях
| Актёр          | Роль          |
| -------------- | ------------- |
| Эллен Пейдж    | Эбби          |
| Сэм Кили       | Шенан Браун   |
| Том Вон-Лолор  | Конор         |
| Стюарт Грэм    | Кэнтор        |
| Пола Малкомсон | Доктор Лайонс |